# Xenorhina rostrata
Xenorhina rostrata es una especie de anfibios de la familia Microhylidae.

## Distribución geográfica
Es endémica de Nueva Guinea: Nueva Guinea Occidental (Indonesia) y Papúa Nueva Guinea.